# Kemel Thompson
Pour les articles homonymes, voir Thompson.
Kemel Thompson (né le 25 septembre 1974) est un athlète jamaïcain spécialiste du 400 mètres haies. 

## Carrière

### Palmarès
| Date | Compétition                                      | Lieu      | Résultat | Épreuve     |
| ---- | ------------------------------------------------ | --------- | -------- | ----------- |
| 1997 | Championnats d'Amérique centrale et des Caraïbes | San Juan  | 2e       | 400 m haies |
| 1998 | Jeux d'Amérique centrale et des Caraïbes         | Maracaibo | 3e       | 400 m haies |
| 2003 | Championnats du monde                            | Paris     | 5e       | 400 m haies |
| 2003 | Finale mondiale d'athlétisme                     | Monaco    | 2e       | 400 m haies |
| 2004 | Finale mondiale d'athlétisme                     | Monaco    | 3e       | 400 m haies |
| 2005 | Finale mondiale d'athlétisme                     | Monaco    | 2e       | 400 m haies |
| 2006 | Coupe du monde des nations                       | Athènes   | 4e       | 400 m haies |
| 2006 | Jeux du Commonwealth                             | Melbourne | 3e       | 400 m haies |

### Records
| Épreuve     | Performance | Lieu    | Date        |
| ----------- | ----------- | ------- | ----------- |
| 400 m haies | 48 s 05     | Londres | 8 août 2003 |